# غوغشفيلير
غوغشفيلير (بالفرنسية: Goxwiller)‏ )(نطق ‎gogʃ'vilər‏)، هي بلدية فرنسية تقع في إقليم الراين الأسفل من منطقة ألزاس في شمال شرق فرنسا. تبلغ مساحة هذه المدينة 3.3 (كم²)، يبلغ عدد سكانها 793 نسمة حسب إحصاء المعهد الوطني للإحصاء والدراسات الاقتصادية سنة 2009 م. وترأس Suzanne Lotz البلدية خلال فترة (2008 - 2014).

## وصلات خارجية
- صفحة البلدية على موقع المعهد الوطني للإحصاء والدراسات الاقتصادية (بالفرنسية)